# Benznidazol
Benznidazol (benznidazole, INN) – lek przeciwpasożytniczy stosowany w terapii choroby Chagasa.

## Mechanizm działania
Lek blokuje syntezę kwasów nukleinowych i białek.

## Działania niepożądane
Najczęstsze działania niepożądane leku to reakcje skórne i objawy ze strony przewodu pokarmowego, np. nudności. Przedłużone stosowanie leku wywołuje neuropatię obwodową.

## Preparaty
Lek dystrybuowany jest przez producenta Hoffman-La Roche pod nazwami handlowymi Rochagan i Radanil.